# Elmsett
Elmsett – wieś w Anglii, w hrabstwie Suffolk, w dystrykcie Babergh. Leży 11 km na zachód od miasta Ipswich i 101 km na północny wschód od Londynu.